# Schloss Buchlovice

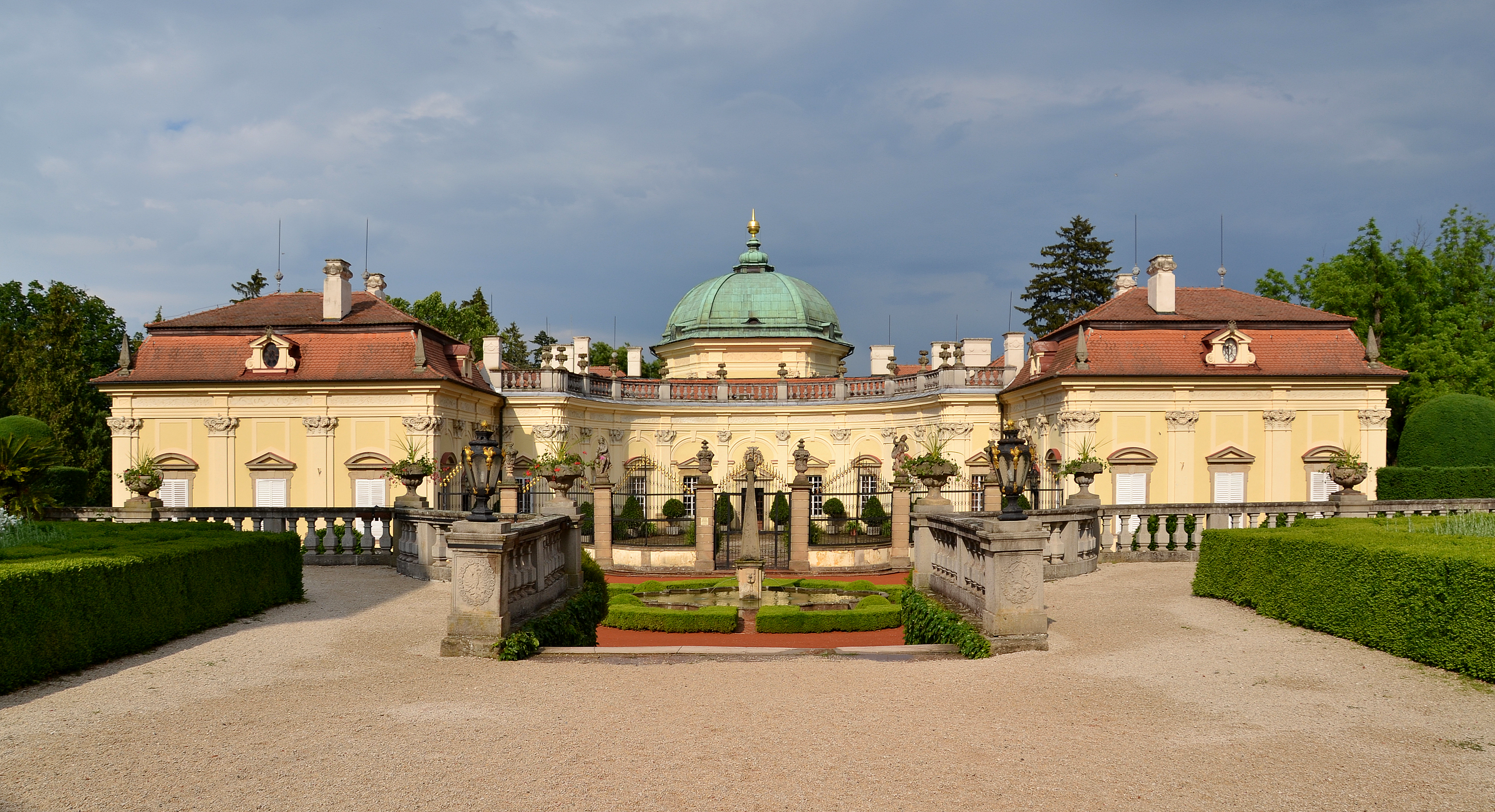
Schloss Buchlovice

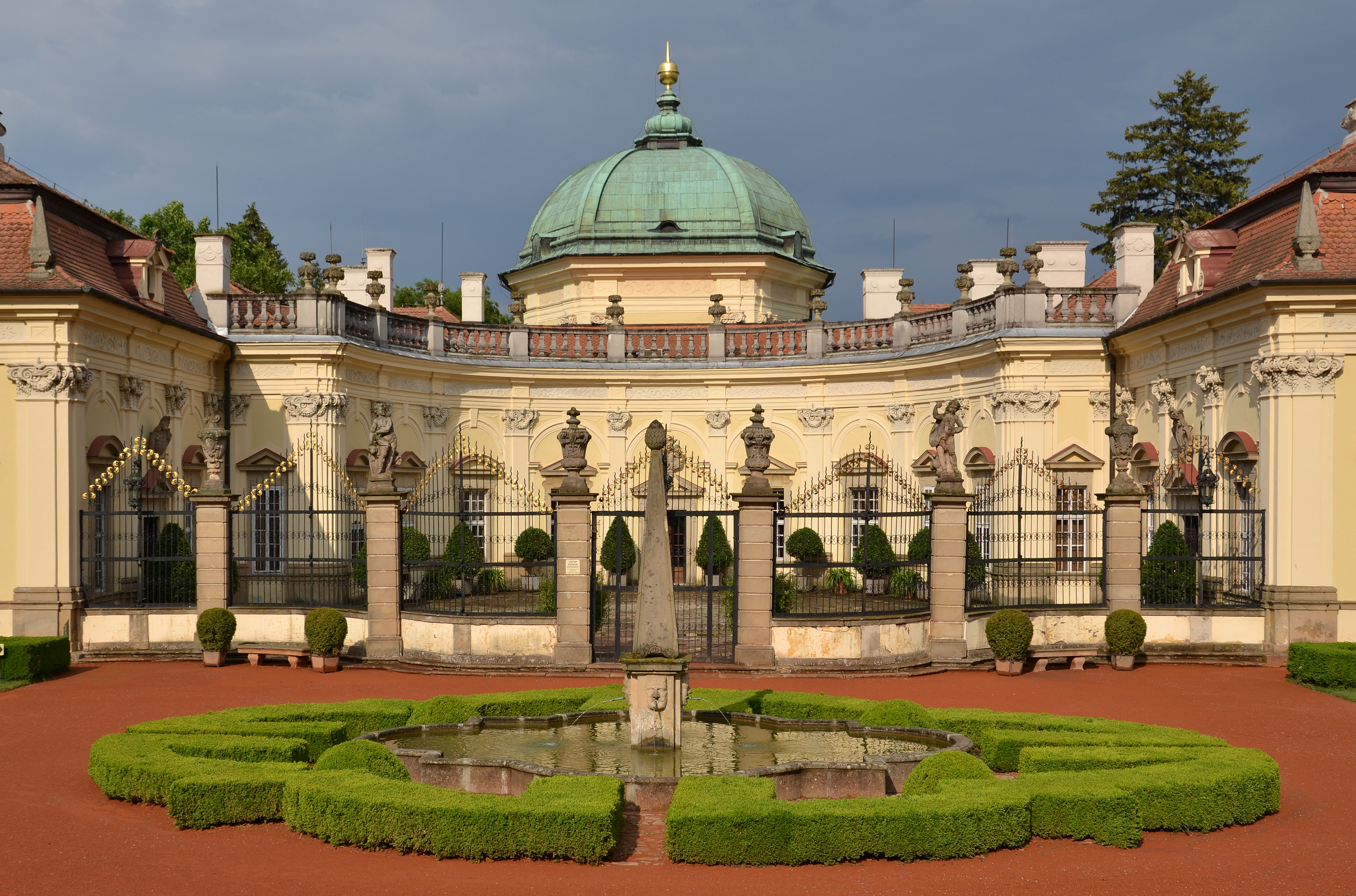

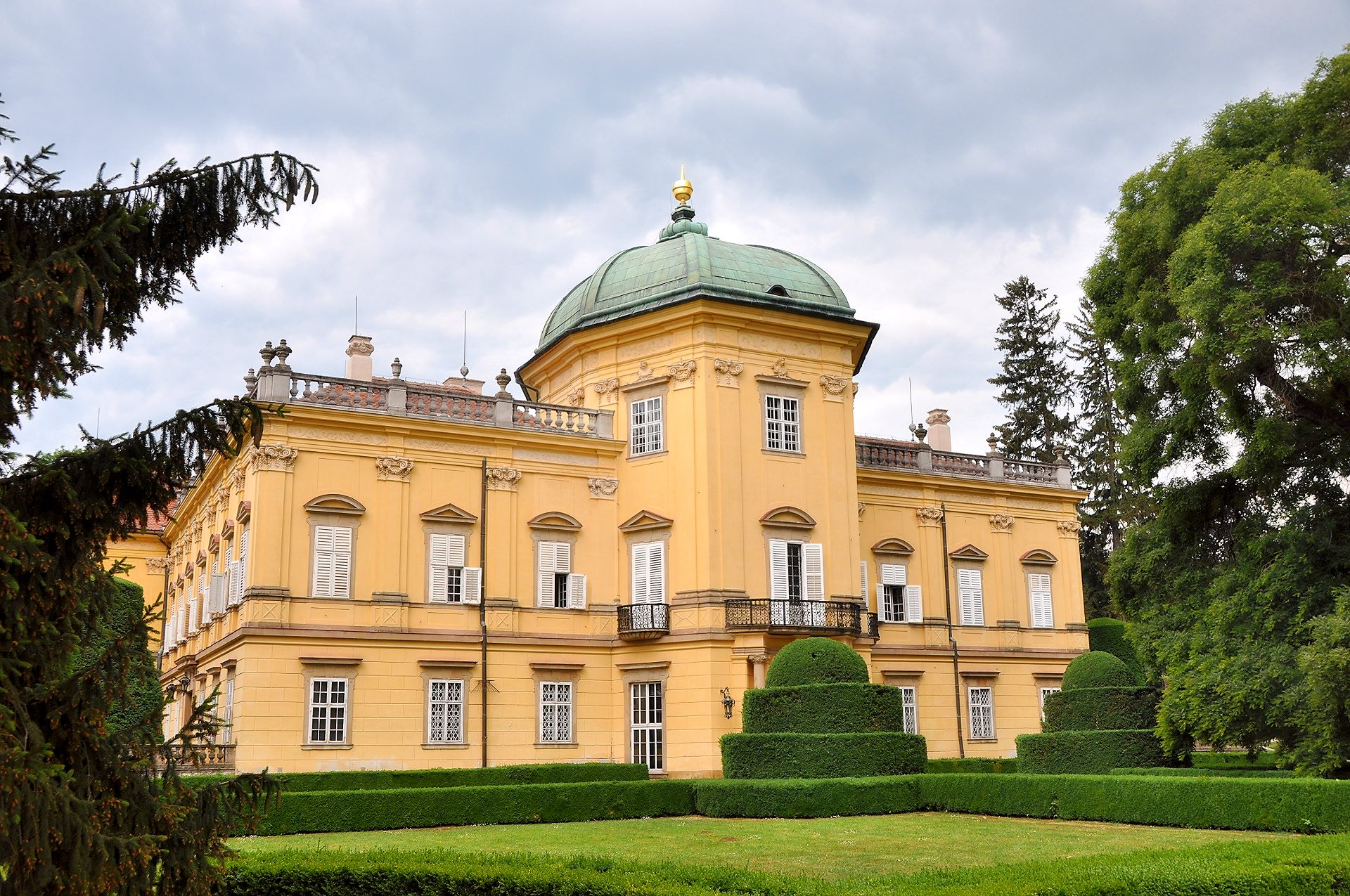

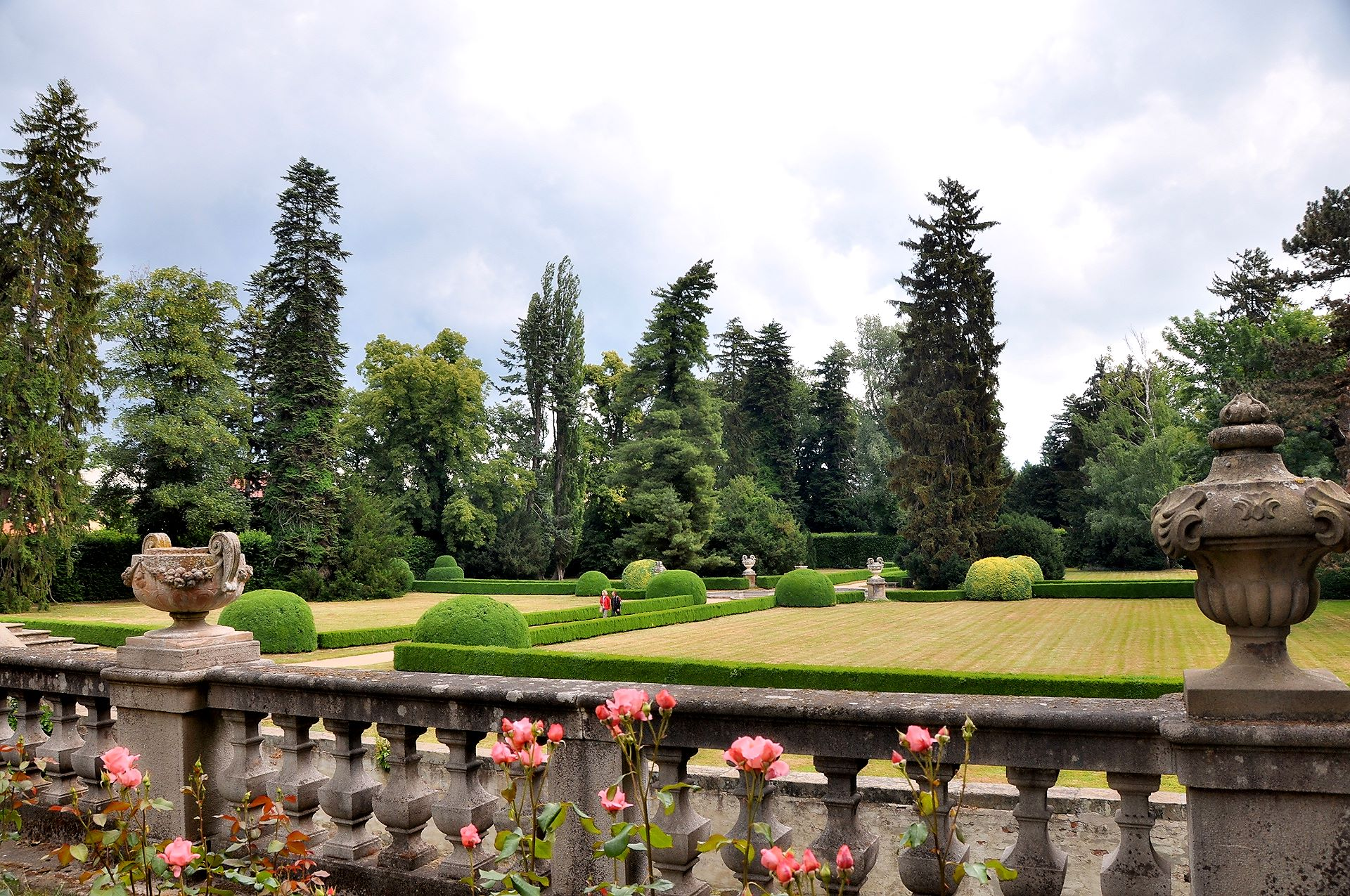
Formaler Garten

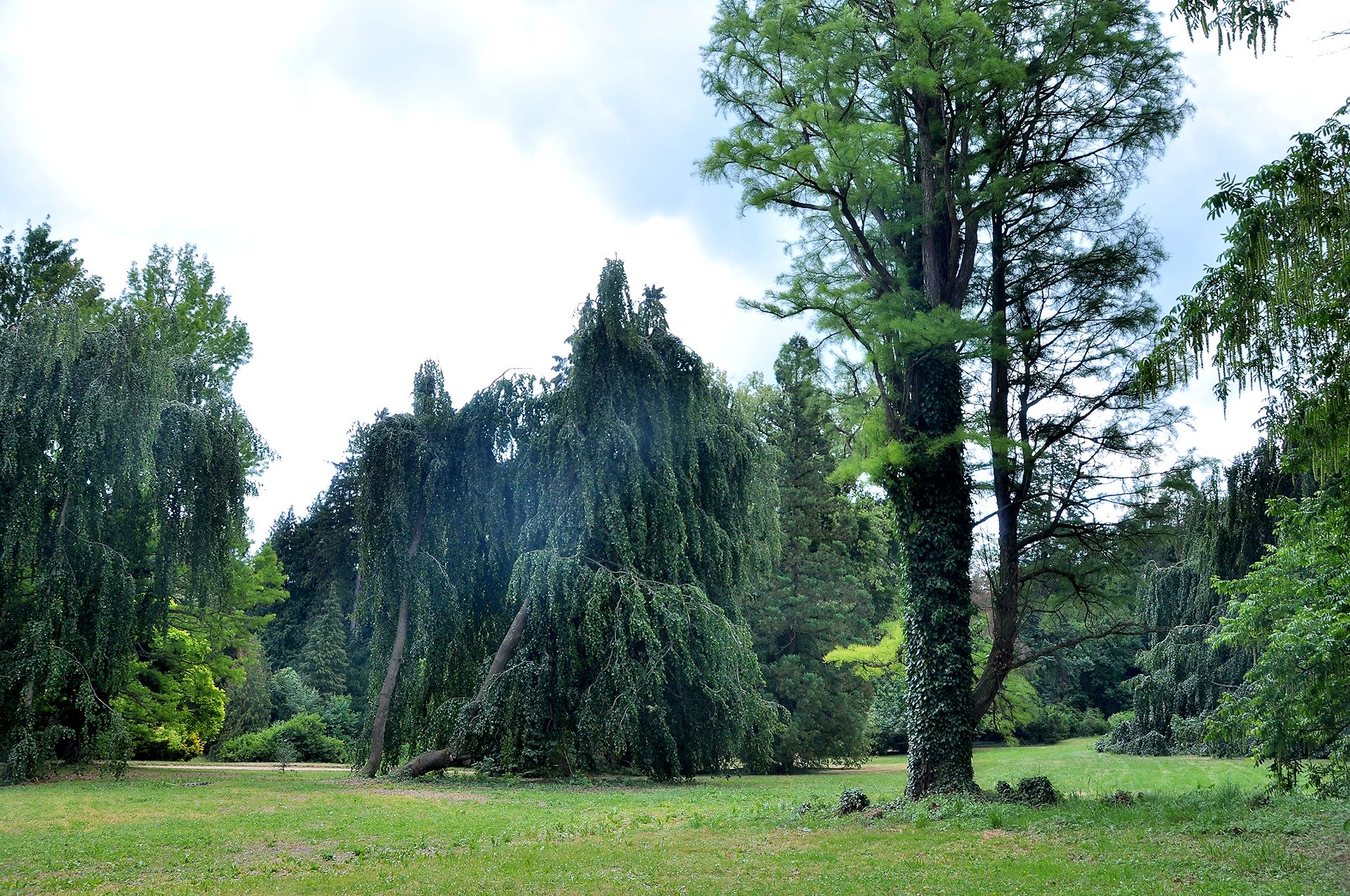
Englischer Park

Das Schloss Buchlovice (deutsch: Buchlowitz oder Buchlau) befindet sich im gleichnamigen Ort im Bezirk Uherské Hradiště.
Als die abgelegene Burg Buchlov dem Zeitgeschmack ihres Besitzers Johann Dietrich von Peterswald (Petřvald) nicht mehr entsprach, ließ er in Buchlovice ein dreiflügeliges Barockschloss errichten, dessen Hauptflügel halbkreisförmig angelegt sind. Es wurde 1702 fertiggestellt und sollte repräsentativen Zwecken dienen. Es ist zum Hof hin eingeschossig und zum tiefer gelegten Garten hin zweigeschossig, im Stil einer italienischen Barockvilla mit Einflüssen aus Schlesien bzw. Österreich. Das Schloss besteht aus zwei gegenüberliegenden Gebäuden, von denen das sogenannte obere Schloss, auch Flora genannt, wirtschaftlichen Zwecken diente (Ställe, spätere Gästezimmer). In der Mitte zwischen den Gebäuden befindet sich ein Innenhof mit einem zentralen Brunnen. Das prächtige sogenannte Dolní zámek diente zu Repräsentationszwecken und zur Unterbringung der Familie.
Die Innenräume wurden mit Stuckaturen von Baldassare Fontana ausgestattet. Den Festsaal schmückt ein Deckenfresko mit der Darstellung des Bauherren und seiner Gemahlin Anna Eleonora von Colonna-Fels. Die Sala Terrena im Erdgeschoss ist mit reichem Stuckdekor und Mosaikornamenten versehen. Die Räume sind mit edlen Möbeln, kostbaren Öfen und wertvollen Gemälden ausgestattet, darunter eine Sammlung italienischer, französischer und niederländischer Grafik.
Für die Schlossverwaltung und die Dienerschaft wurde oberhalb des Schlosses von 1710 bis 1738 ein ebenfalls dreiflügeliges Gebäude errichtet, in dem sich die Architektur des unteren Schlosses wiederholt. Die nach italienischen Vorbildern errichtete, architektonisch wertvolle Anlage wird dem Baumeister Domenico Martinelli zugeschrieben.
Der Schlosspark war ursprünglich im französischen Stil angelegt und ist reich mit Skulpturen antiker Götter und Vasen geschmückt.
Theresia Freiin Peterwalsky von Peterswalde († 1768) brachte den Besitz in ihre Ehe mit Posper Anton von Berchtold. Die Grafen von Berchtold, denen Buchlowitz ab 1763 bis 1945 gehörte, gestalteten den Schlosspark zu einem englischen Park mit einem seltenen Baumbestand um. Er erstreckt sich über eine Fläche von 18 Hektar.
Das Schloss erhielt seine heutige Form erst in den ersten zwei Jahrzehnten des 20. Jahrhunderts, als der Architekt Dominik Fey sensible Änderungen vornahm.
Die Innenräume mit den originalen Stuckdecken sind im historistischen Stil der Wende des 19. und 20. Jahrhunderts eingerichtet
Abkommen von Buchlau
Am 16. September 1908 vereinbarten Österreich-Ungarn und Russland im Vorfeld der Bosnischen Annexionskrise auf dem Schloss, das damals dem Botschafter der Donaumonarchie in Sankt Petersburg Graf Leopold Berchtold gehörte, das Abkommen von Buchlau, nach dem die k.u.k. Monarchie Bosnien-Herzegowina erhalten sollte. Dafür versprach Österreich Russland Unterstützung bei dem Versuch, erweiterte Durchfahrtsrechte durch die Dardanellen gegenüber dem Osmanischen Reich durchzusetzen.